# Oratorio para el pueblo
Oratorio para el pueblo es el segundo álbum oficial del cantautor chileno Ángel Parra como solista. Fue lanzado originalmente en 1965 por el sello Demon. Al contrario de su predecesor, «Ángel Parra y su guitarra», las canciones de este disco son en su mayoría compuestas por Ángel. El álbum finaliza con la canción «Ave María», interpretada junto con su hermana Isabel Parra, la cual también cerraría el álbum debut de Isabel, lanzado el año siguiente y titulado Isabel Parra.
En 1979 se lanzó en Francia una segunda versión de este álbum, en compañía del grupo Ayacucho y con algunas canciones adicionales.

## Lista de canciones
Toda la música compuesta por Ángel Parra, salvo que se indique lo contrario. 
| Oratorio para el pueblo |                                     |                                 |          |  |
| N.º                     | Título                              | Música                          | Duración |  |
| 1.                      | «Yo, pecador»                       |                                 |          |  |
| 2.                      | «Señor, Ten piedad» (o «Kyrie»)     |                                 |          |  |
| 3.                      | «Gloria»                            |                                 |          |  |
| 4.                      | «Credo»                             |                                 |          |  |
| 5.                      | «Consagración del pan y el vino»    |                                 |          |  |
| 6.                      | «Sanctus»                           | texto litúrgico, Waldo Aranguiz |          |  |
| 7.                      | «Padre Nuestro»                     |                                 |          |  |
| 8.                      | «Cordero de Dios»                   |                                 |          |  |
| 9.                      | «Canto para después de la comunión» |                                 |          |  |
| 10.                     | «Ave María» (con Isabel Parra)      |                                 |          |  |